# Nisída Arkoúdi
Nisída Arkoúdi är en ö i Grekland.   Den ligger i prefekturen Nomós Kefallinías och regionen Joniska öarna, i den västra delen av landet, 270 km väster om huvudstaden Aten. Arean är 4,5 kvadratkilometer.
Terrängen på Nisída Arkoúdi är platt. Öns högsta punkt är 133 meter över havet. Den sträcker sig 3,4 kilometer i nord-sydlig riktning, och 2,0 kilometer i öst-västlig riktning.